# Rod Ferrell
Roderrick "Rod" Justin Ferrell (28 de Março de 1980) é um assassino americano condenado e antigo líder de um culto vampírico adolescente de Kentucky, conhecido por "The Vampire Klan". Rod declarou-se culpado pelo duplo assassinato do casal Wendorf, tornando-se o mais jovem condenado à pena de morte nos Estados Unidos. Sua pena, desde então, foi comutada para a de prisão perpétua, cumprida no Instituto Correcional de Tomoka, na Flórida.